# ده سال ناهار
ده سال ناهار (انگلیسی: The Ten-Year Lunch) فیلمی به کارگردانی آویوا اسلزین است که در سال ۱۹۸۷ منتشر شد. این فیلم در مورد میزگرد الگونکوین است که در آن، نویسندگان، بازیگران و طنزپردازانی چون دوروتی پارکر، رابرت بنچلی، جرج اس. کافمن، ادنا فربر، مارک کانلی و هارپو مارکس از سال ۱۹۱۹ تا ۱۹۲۹ در هتل الگونکوین گرد هم می‌آمدند و طی صرف ناهار، به گفتگو و تبادل نظر می‌پرداختند. این فیلم در ۱۹۸۷ برنده جایزه اسکار بهترین فیلم مستند شده است.